# Ligne Olten–Soleure
La ligne de chemin de fer Olten-Soleure, également appelée Gäubahn, relie les villes suisses de Soleure et d'Olten dans le canton de Soleure. Elle passe également par le canton de Berne dans sa partie centrale. Elle a été construite par les chemins de fer du central suisse et ouverte le 4 décembre 1876. Elle tire son nom courant du district de Gäu qu'elle traverse.
La ligne Olten-Soleure appartient aux chemins de fer fédéraux suisses depuis 1902 et fait partie de la ligne du Pied-du-Jura.

## Historique
La nouvelle ligne reliait directement la deuxième et nouvelle gare de Soleure (l'ancienne étant devenue la gare de Soleure Ouest actuelle), ouverte en 1876, avec le nœud ferroviaire de la gare d'Olten, alors que seule une liaison indirecte via Herzogenbuchsee existait depuis 1857. Celle-ci constituait un tracé sinueux, nécessaire pour surmonter un dénivelé d'une bonne quarantaine de mètres entre Wangen an der Aare dans la vallée de l'Aar et Niederbipp dans le Gäu. Opter pour un tracé à partir de Wangen an der Aare le long de l'Aar en direction d'Olten aurait signifié que l'ancienne ligne venant de Herzogenbuchsee aurait été rejointe près de Murgenthal et que les villes du district de Gäu et du district de Thal avec leur importante industrie du fer n'auraient toujours pas été reliées à une ligne de chemin de fer.
Les chemins de fer du central suisse (SCB) ont obtenu la première concession pour la construction d'une ligne ferroviaire à travers le Gäu le 13 novembre 1845, qui a expiré sans que la construction n'ait commencé. En novembre 1850, la Compagnie du chemin de fer de l'Ouest (CF de l'Ouest) reçoit une concession pour relier la ville de Soleure à Olten par la rive gauche de l'Aar et à Aarau par la rive droite de l'Aar. Les SCB, qui avaient déjà prévu un autre itinéraire, ont immédiatement entamé des négociations avec la CF de l'Ouest. La Compagnie du chemin de fer de l'Ouest renonce à la concession le 5 décembre 1850, mais uniquement à la condition que les SCB, à la demande du canton de Soleure, construisent la ligne Soleure-Herzogbuchsee dans les deux ans, et - que si le canton le souhaite - ils construisent également la ligne Soleure - Bienne, afin de se connecter aux autres lignes prévues. En conséquence, les SCB ont à nouveau discuté avec le canton de Soleure à propos des tracés possibles. Cela a conduit à la concession soleuroise pour la construction de la ligne du Hauenstein de Bâle à Olten, de la ligne Olten-Herzogbuchsee- Berne et de la ligne Herzogenbuchsee-Soleure-Bienne.
En ce qui concerne la construction de la ligne, le Comité intercantonal des chemins de fer du Gäu, formé au milieu de l'année 1870,, souhaitait initialement que le Chemin de fer National-Suisse (CNS) construise la ligne. Cela aurait abouti à un itinéraire sans parcours commun avec les SCB. Finalement, les cantons de Soleure et de Berne ont attribué la concession aux SCB, le CNS ayant déjà échoué avec son projet dans la vallée de la Broye. Cependant, une clause avait été insérée par le canton de Soleure : les SCB devaient construire la Wasserfallenbahn (Belfort-Porrentruy-Delémont-Oensingen-Willisau-Lucerne) et la voie ferrée Soleure-Schönbühl. Bien qu'ils aient accepté ces plans, ils n'ont pas respecté leurs obligations dans la construction des deux autres lignes, ce qui a conduit à une longue procédure judiciaire.
Selon le plan initial, la ligne Olten-Soleure devait atteindre son terminus oriental par une boucle autour de la ville d'Olten jusqu'à la gare d'Olten. Comme la ligne Hauenstein, elle aurait atteint le quartier de la gare par le nord et la ville aurait eu une deuxième gare au nord-ouest. Cependant, les SCB souhaitaient que la ligne atteigne Olten par le sud pour des raisons de simplicité d'exploitation (sinon les trains de Soleure en direction d'Aarau auraient dû faire demi-tour à Olten). Les SCB purent mettre en œuvre ce concept, mais ont été obligés de construire un pont routier sur l'Aar devant le bâtiment de la gare en contrepartie. Pour accueillir l'augmentation du trafic due à la nouvelle ligne, la gare d'Olten - jusqu'alors à quatre voies - a dû être agrandie. Cela a été fait en construisant des voies supplémentaires au nord-ouest du bâtiment de la gare, sur l'ancienne place de la gare, donnant à la gare sa position actuelle d'île.
Le concessionnaire a aussi dû construire deux autres ouvrages non ferroviaires : un pont de 18 pieds (4,8 mètres) de large sur l'Aar entre Flumenthal et Attisholz (ce pont est devenu la propriété du canton de Soleure) et une passerelle au niveau du pont de la Gäubahn à Olten.
Le coût total de la construction était initialement estimé à 12 millions. Cependant, l'estimation des coûts n'a pas pu être respectée et la facture finale a montré des coûts de construction de 15 millions de francs.
La traction électrique a été introduite le 23 décembre 1927 sur la ligne,.
La nouvelle ligne n'était initialement qu'à voie unique; Cependant, les SCB avait déjà acquis le terrain pour un agrandissement à double voie. L'élargissement de la ligne d'une voie unique à une double voie a été réalisé entre 1950 et 1996 :
- 28 août 1950 : Oberbuchsiten – Oensingen
- 5 décembre 1950 : Egerkingen – Oberbuchsiten
- 20 mai 1951 : Hägendorf – Egerkingen
- 20 octobre 1951 : Wangen bei Olten – Hägendorf
- 14 mai 1952 : Olten Hammer - Wangen bei Olten
- 7 janvier 1954 : Luterbach-Attisholz – Soleure
- 29 mai 1954 : Deitingen – Luterbach-Attisholz
- 13 décembre 1954 : Wangen an der Aare – Deitingen
- 13 décembre 1955 : Niederbipp – Wangen an der Aare
- 1er juin 1996 : mise en service du deuxième pont de la Gäubahn à Olten. (L'ancien pont a ensuite été rénové. Pour cette raison, le tracé entre Olten et Olten Hammer n'a été vraiment utilisable à double voie qu'à partir de la mi-1997. )

La gare d'Oensingen est une Keilbahnhof depuis l'ouverture du chemin de fer Oensingen-Balsthal en 1899. De 1907 à 1928 et à nouveau depuis 2012, une ligne à voie étroite relie Niederbipp à Oensingen.
La gare de Niederbipp est une gare de contact depuis 1907, l'année de l'ouverture du chemin de fer à voie étroite Langenthal-Jura. C'est également le terminus du chemin de fer Soleure-Niederbipp depuis 1918. Ces deux lignes appartiennent à Aare Seeland mobil depuis 1999. Une voie à trois rails relie Niederbipp à Oberbipp en raison du trafic de manœuvre vers la zone industrielle et le dépôt de carburant près d'Oberbipp.
Le kilométrage de la ligne Olten-Soleure commence à Bâle. Le point de référence du réseau était à Olten était avant le passage d'unité de longueur des lieues itinéraires aux kilomètres en 1877. La borne du point de référence a été conservée comme mémorial et peut être vue dans la gare d'Olten sur la voie 12 derrière une vitre de protection.

## Exploitation

### Classification
La ligne Olten-Soleure est répertorié avec le numéro de profil 410 dans l'indicateur des chemins de fer suisse.

### Trafic ferroviaire

#### Passé
Lors de l'ouverture de la ligne en 1876, 6 trains circulaient chaque jour sur la Gäubahn.
Jusqu'à fin 2015, la route était desservie par la ligne IR Biel/Bienne - Constance toutes les heures.

#### Présent
Un InterCity 5 avec une rame ICN circule toutes les heures entre Lausanne et Zürich HB, et toutes les deux heures jusqu'à Saint-Gall, et s'arrête à Soleure, Oensingen et Olten. L'InterCity 5 entre Genève et Saint-Gall, qui circule également toutes les heures, ne circule pas entre Soleure et Olten via la Gäubahn, mais via la ligne Soleure–Wanzwil.
Les trains régionaux circulent également toutes les demi-heures (variant légèrement entre 25 et 35 minutes). Ils s'arrêtent à toutes les gares. Le régio circule toutes les heures jusqu'à Bienne, et toutes les demi-heures jusqu'à Langendorf ou Lommiswil via Soleure Ouest, et le dimanche parfois même jusqu'à Oberdorf sur la voie ferrée Soleure–Moutier.
De nombreux trains de marchandises circulent sur l'itinéraire, car il s'agit de l'axe principal pour les trains de marchandises longue distance entre la gare de triage du Limmattal et celle de Lausanne et, en tant qu'axe principal d'accès au Lötschberg, il a également été développé en tant que SIM (Simplon-Inter -Modale). De plus, certaines entreprises industrielles et logistiques se sont installées dans le Gäu, qui dispose de sa propre liaison ferroviaire très fréquentée. Par exemple, La Poste Suisse exploite à la fois un centre de distribution de colis et de courrier à Härkingen, qui sont reliés aux autres centres de distribution ferroviaires. Hägendorf abrite un centre technique des CFF, qui a émergé de l'ancien atelier de superstructure et effectue une grande partie de ses transports par chemin de fer.

### Évolution des durées de parcours
- 1876: Trajet d'inauguration ; aller-retour rapide d'Olten à Soleure avec un seul arrêt - 65 minutes
- 1976: Train express avec un seul arrêt à Oensingen - 24 minutes
- 2008: ICN avec un seul arrêt à Oensingen - 23 minutes (sur la nouvelle ligne, c'est-à-dire pas sur la Gäubahn, la durée sans escale est de 16 minutes)